# Керемідару
Керемідару (рум. Cărămidaru) — село у повіті Мехедінць в Румунії. Входить до складу комуни Сісешть.
Село розташоване на відстані 258 км на захід від Бухареста, 23 км на північний схід від Дробета-Турну-Северина, 91 км на північний захід від Крайови.

## Населення
За даними перепису населення 2002 року у селі проживали 113 осіб, усі — румуни. Рідною мовою 112 осіб (99,1%) назвали румунську.